# Seleção Colombiana de Futebol Sub-20
A Seleção Colombiana de Futebol Sub-20, também conhecida por Colômbia Sub-20, é a seleção Colombiana de futebol formada por jogadores com idade inferior a 20 anos.

## Títulos
- Sul-Americano Sub-20: 1987, 2005, 2013.
- Torneio de Toulon: 1999, 2000, 2011.